# ベネラ12号
ベネラ12号（Venera 12、ロシア語: Венера-12）は、ソビエト連邦の無人金星探査機である。ベネラ12号は、1978年9月14日2時25分13秒（UTC）に打上げられた。同年12月19日に巡航段より分離し、ランダーはその2日後に約11.2 km/sの速度で金星の大気圏へ突入した。降下中、空力ブレーキとパラシュートを展開して減速し、約1時間の降下時間を経て、12月21日3時30分（UTC）に金星表面へ軟着陸した。着陸速度は、7 - 8 m/s、着陸地点座標は、南緯7°東経294°であった。巡航段が通信可能域に入った着陸110分後にデータが伝送された。ベネラ11号・12号では、全く同じ装置が運ばれた。

## 巡航段
ベネラ12号の巡航段は、太陽風検出器、電離圏電子検出器と2つのガンマ線バースト検出器（ソ連製KONUSとフランス製SIGNE 2）を搭載していた。SIGNE 2は、ベネラ11号とプログノス7号でも同時に運ばれ、三角法によるガンマ線源特定を可能とした。金星のフライバイの前後、ベネラ11・12号は、143個のガンマ線バーストについて詳細な時間プロファイルを作成し、最初のカタログを作成した。ベネラ12号によって最後にガンマ線バーストが観測されたのは、1980年1月5日であった。ベネラ12号は、同年2月13日に紫外線分光計を用いてブラッドフィールド彗星を観測し、3月19日まで分光データを報告した。
巡航段は、次のような機器を搭載していた。
- 30 - 166 nm極紫外線分光計
- 複合プラズマ分光計
- KONUSガンマ線バースト検出器
- SIGNE 2ガンマ線バースト検出器
- 磁気センサ
- 4半導体検出器
- 2ガス放電検出器
- 4シンチレーション検出器
- 半球陽子望遠鏡

巡航段科学ミッションは、1980年4月に終了した。

## ランダー
ベネラ12号の降下機は、大気の詳細な化学組成、雲の性質、大気の熱バランス等を研究するための機器を運んだ。搭載機器の中には、金星大気の化学組成を測定するガスクロマトグラフィーや散乱太陽放射、土壌組成の測定器、大気の電荷を測定するGrozaと名付けられた装置等があった。報告された観測結果には、雷の存在の証拠、アルゴン36 / アルゴン40の比率、低地での一酸化炭素発見等があった。ベネラ11・12号には2台のカラーカメラも搭載されていたが、どちらも設計上の欠陥によりレンズカバーが開かず、画像を送信することは出来なかった。
ランダーは、次のような機器を搭載していた。
- 後方散乱比濁計
- 質量分析器：MKh-6411
- ガスクロマトグラフィー：Sigma
- X線蛍光分光計
- 360°光度計：IOAV
- 分光計（430 - 1170 nm）
- マイク / 風速計
- 低周波数電波センサ
- 4温度計
- 3気圧計
- 加速度計：Bizon
- 透過度計：PrOP-V
- 土壌分析装置
- 2カラーカメラ
- 小型太陽電池：MSB